# Hans Caspar Escher
Pour les articles homonymes, voir Escher.
Hans Caspar Escher, également appelé Hans Caspar Escher de Felsenhof, né le 9 août 1775 à Zurich et mort le 29 août 1859 à Herrliberg, est un industriel, homme politique et architecte suisse.

## Biographie

### Formation et début de carrière
Hans Caspar Escher naît le 9 août 1775. Son père est John Caspar Escher (1754-1819) qui avait une propriété à Herrliberg. Adolescent, il apprend le métier de marchand, selon le souhait de son père. Lors d'un séjour à Livourne, il se montre néanmoins enthousiaste pour l'architecture qu'il étudie à Rome de 1794 à 1797. Il retourne ensuite à Zurich où il s'installe comme architecte. En 1803, il entreprend la construction d'une usine de filature textile. 

### La société Escher-Wyss
En 1805, il fonde avec le banquier Salomon von Wyss la société Escher-Wyss. L'entreprise commence alors à produire des machines de toutes sortes, et lance plus tard la fabrication de locomotives et de bateaux à vapeur. Avec ses succursales à Ravensbourg et Vienne, la société Escher-Wyss devient la plus grande usine de Suisse et l'une des plus importantes d'Europe au XIXe siècle, et ce du vivant d'Escher. La réussite de ce dernier a, aussi bien dans le domaine social que dans le domaine technique, un rôle pionnier. En plus de ses fonctions dans l'entreprise Escher-Wyss, Escher continue à travailler comme architecte et est jusqu'en 1830 membre du Grand Conseil du canton de Zurich.

## Famille

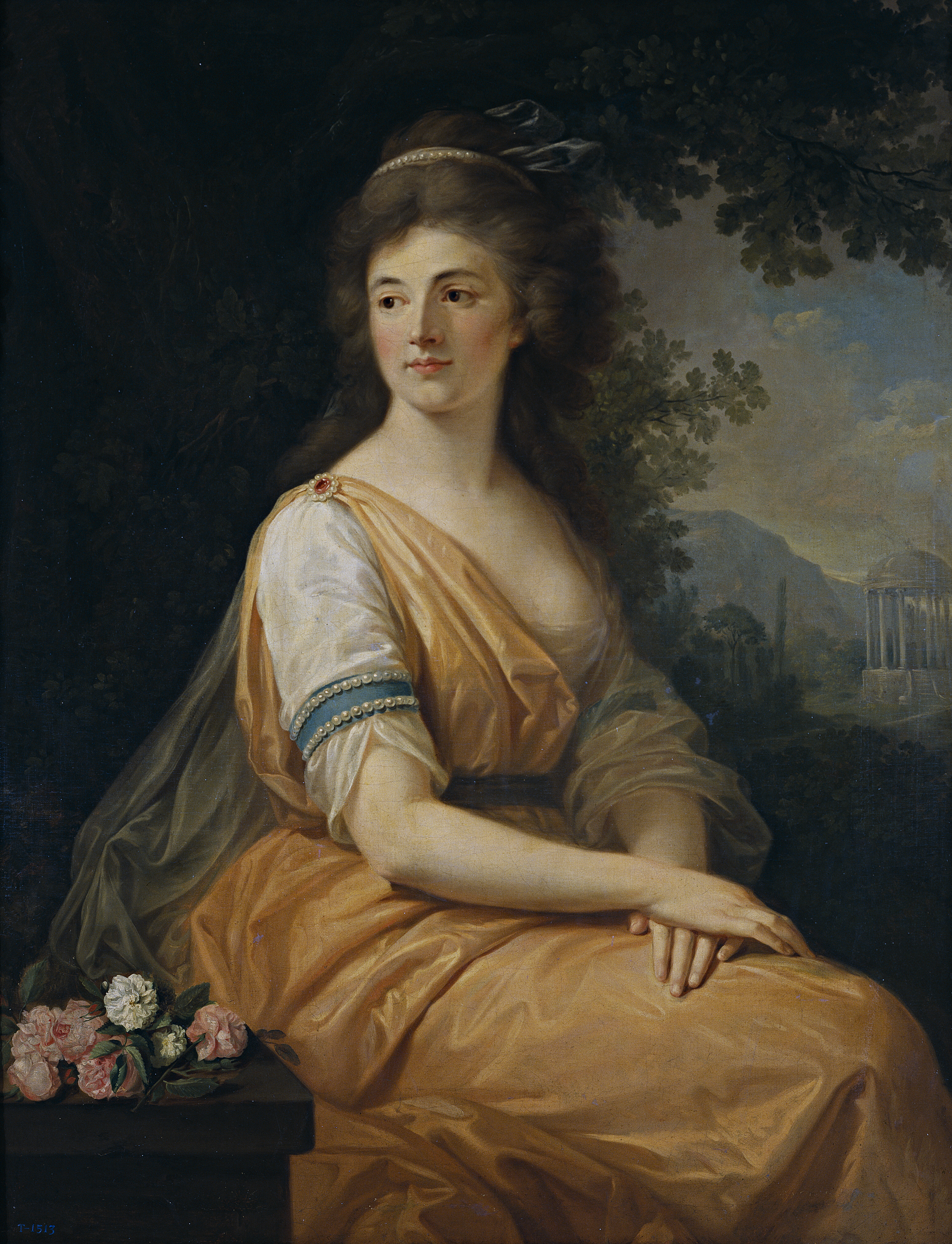
Anna Escher von Muralt
Angelica Kauffmann, vers 1800
Musée du Prado, Madrid.

Escher se marie avec Anna von Muralt en 1806 : son fils unique, Albert Escher, meurt avant son père en 1845.